# Кошова Олена Миколаївна
Олена Миколаївна Кошова (16 вересня 1906 —27 червня 1987) — підпільниця, співдіячка організації «Молода гвардія» у місті Краснодон Луганської області під час Другої світової війни, автор книги «Повість про сина».

## Біографія
Олена Кошова народилась 16 вересня 1906 р. в селищі Згурівка Київської області в сім'ї сільських інтелігентів. У сім'ї було троє дітей, батьки всім дали прекрасне виховання і освіту. Батько — Коростильов Микола Миколайович (1879—1930) із місцевих службовців. Мама — Коростильова Віра Василівна (1889—27 червня 1967), дворянського походження.
Олена навчалася в Прилуцькій жіночій гімназії. Гімназистки вивчали російську мову, словесність, педагогіку, математику, фізику, історію, географію, німецьку та французьку мови, чистописання, малювання, рукоділля. 1920 року гімназія реорганізована в трудову школу. З 1922 року Олена працювала вихователем у дитячому садку, потім — завідувачкою. Ця професія була справою її життя. Заміж Олена Миколаївна вийшла у сімнадцятирічному віці за нащадка козацької знаті Кошового Василя Федосійович (1903—1967), який мав професію бухгалтера. В багатодітній сім'ї Кошових було три сини і чотири дочки. Батьки мали повагу в провінційному містечку Прилуки. У будинку, який розташований у центрі міста, де нині меморіальний будинок-музей Олега Кошового, і народився Олег.
У книзі «Повість про сина» його мама — авторка повісті пише: «Цвів бузок. Білі грона заглядали у відкрите вікно моєї кімнати. Це було 8 червня 1926 в Прилуках, що на Чернігівщині. У цей день у мене народився син…»
Молода сім'я Кошових частенько гостювала у рідних Олени, що жили недалеко, в селищі Згурівці. У цій дружній і гостинній родині Олег любив ходити в міський парк з дядьком Колею і слухати цікаві історії дідуся Миколи Миколайовича Коростильова.
Кошові жили в Прилуках до 1932 року. Коли Василя Феодосійовича перевели на роботу до Полтави, Олегу було шість років. У Полтаві вони оселилися на Жовтневій вулиці, недалеко від Корпусного саду. У 1933 році в родині Кошових життя не складалося і Олена Миколаївна покинула чоловіка з сином і зі своєю матір'ю подалася у Ржищів за молодим чоловіком на прізвище Кашук. Він був їх сусідом по будинку в Прилуках. Олена жила з ним у Києві, а потім в Каневі. Олег до 1936 року жив з батьком у Полтаві. Потім вони переїхали в м. Боково-Антрацит, де батько працював бухгалтером на шахті, а Олег по 1938 рік навчався у міській середній школі № 1. Коли Василя Федосійовича призвали в Червону Армію, яка виконувала в той час свою місію в Західній Україні, батько з сином розлучилися назавжди. Адже потім були війна з фінами і, нарешті, Велика Вітчизняна…, полон і ГУЛАГ. Тому батько героя, маючи компромат, залишився в тіні.
У місто Краснодон Луганської області до бабусі Коростильової Віри Василівни Олег Кошовий вперше приїхав після закінчення сьомого класу Антрацитівської середньої школи у 1939 році. Його запросив дядько Микола. В цей час у січні 1940 року, новий чоловік-співмешканець Олени помер і вона приїхала на Донбас на прохання сина, який сам її забрав у Краснодон, у будинок рідного дядька і ближче до батька. Олег продовжував навчатися в Краснодонській середній школі.
Олена Миколаївна підтримала сина, коли в 1942 році він вступив до ВЛКСМ, коли обрали його членом штабу «Молодої гвардії» і пишаючись сином, допомагала підпіллю. Пізніше, маючи здібності організатора, Олег став керівником підпільної комсомольської організації «Молода гвардія», яка частенько збиралася в їх будинку під наглядом Олени.
У січні 1943 року організація була розкрита німецькою службою безпеки. Олег намагався перейти лінію фронту, але був схоплений на станції Кортушино. Ретельним обшуком на блок-посту у нього був виявлений зашитий в одязі комсомольський квиток, який він відмовився залишити, всупереч вимогам конспірації.
Після тортур Олег був розстріляний 9 лютого 1943 поблизу міста Ровеньки Луганської області. 13 вересня 1943 року Кошовому було посмертно присвоєно звання Герой Радянського Союзу. Ім'я Кошового було присвоєно шахтам, радгоспам, школам, піонерським дружинам у СРСР і за кордоном. Його ім'ям названо вулиці в багатьох містах України та Росії… Тільки у 1959 році стало відоме ім'я зрадника «Молодої Гвардії» — Геннадія Почепцова.
У 1946 році Указом Президії Верховної Ради Союзу РСР Олена Миколаївна теж була нагороджена Орденом Вітчизняної війни 2-го ступеня. В Указі написано: "За активну допомогу, надану підпільної комсомольської організації «Молода гвардія».
Все своє життя Олена Миколаївна займалася вихованням патріотичної молоді. Протягом 44 років, до кінця життя, вона була пристрасним пропагандистом подвигу «Молодої гвардії». Олена Кошова відвідала не тільки НДР, але і Францію в складі радянської делегації прихильників миру, вела велику переписку з молоддю зарубіжних держав, зустрічалася в Краснодоні з іноземними делегаціями. Вона зробила чималий внесок у справу боротьби за мир і дружбу між народами. Будучи депутатом обласної Ради, членом обкому партії вона для Краснодону зробила чимало.
Ця жінка допомогла сотням людей, які в різні роки зверталися до неї за допомогою і порадою. В її архіві знаходилися тисячі листів, які після смерті Олени Миколаївни (27.6.1987 р.) були передані в музей «Молода гвардія». Для кожного кореспондента Олена Миколаївна знаходила добре слово, в кожному прагнула взяти участь і кожному допомогти в міру своїх сил і можливостей. Похована у Краснодоні (з 2016 року - м. Сорокине) поряд із матір'ю і племінником.
Молодша сестра Олени Данильченко (Коростильова) Наталія Миколаївна — учасник Великої Відчизняної Війни. Нагороджена Орденом «Червона зірка», медалями «За перемогу над Німеччиною 1941—1945 рр..», «За взяття Берліна», «За взяття Кенігсберга», «За визволення Праги», «За звільнення Відня».
Молодший брат Коростильов Микола Миколайович працював у Краснодоні головним геологом тресту «Краснодонвугілля». Після війни переїхав до м. Сєверодонецьк.